# Мищук, Владимир Валерьевич
Влади́мир Вале́рьевич Мищу́к (род. 13 января 1968, Ленинград) — советский и российский пианист, лауреат IX Международного конкурса им. П. И. Чайковского (1990 г., 2 премия), заслуженный артист России, профессор кафедры специального фортепиано Санкт-Петербургской государственной консерватории.

## Биография
Родился в 1968 г. в Ленинграде. В Средней специальной музыкальной школе при Ленинградской консерватории учился у Валентины Кунде. После окончания школы в 1986 году поступил в Ленинградскую государственную консерваторию им. Н. А. Римского-Корсакова, которую окончил в 1991 г. (класс профессора Татьяны Кравченко).
Совершенствовал исполнительское мастерство у Дмитрия Башкирова, Карла Шнабеля, Розалин Тюрек, Дитриха Фишер-Дискау, Леона Фляйшера, Фу Цуна.
Живёт в Санкт-Петербурге, Россия.

## Профессиональная деятельность
Пианист ведёт активную концертную деятельность в России, Европе, Азии, Америке.
Выступал в залах Гранд Опера, Опера Бастий  и Театра Шатле, миланского Ла Скала, амстердамского Концертгебау, берлинского Шаушпильхауза, Мюнхенской филармонии, франкфуртской Альте Опер, дрезденской Фрауенкирхе, токийских Сантори Холл, Токио Опера Сити, Казальс Холл, Санкт-Петербургской филармонии и Капеллы, Большом и Малом залах Московской консерватории, нью-йоркского Университета Рокфеллера, хельсинкского Дворца «Финляндия», венского Музикферайн и т. д.
Играет с известными оркестрами, среди которых Государственный симфонический оркестр, Российский национальный оркестр, Заслуженный коллектив России Академический Симфонический оркестр Санкт-Петербургской Филармонии, Симфонический оркестр Капеллы Санкт-Петербурга, Оркестр Мариинского театра, Симфонический оркестр Московской Филармонии, оркестр «Русская филармония» Бормут Симфони Оркестр, Польский национальный камерный оркестр, Японский филармонический оркестр, Симфонический оркестр Токио Сити, Мюнхенский филармонический оркестр, оркестр Гранд Опера, Оркестр Colonne, Симфонический оркестр им. Артуро Тосканини, национальные симфонические оркестры Эстонии, Латвии, Украины, Белоруссии, Грузии, Армении и все крупнейшие симфонические оркестры России.
Владимир Мищук — постоянный участник мировых музыкальных фестивалей: Шлезвиг-Гольштейн, Кессингер Соммер, Дрейкланг (Германия), Иль де Франс, Ля Шес Дю, Парижского фестиваля Шопена, фестиваля Юрия Башмета в Туре (Франция), Кухмо-фестиваля (Финляндия), фестиваля Бетховена (Польша), фестиваля Лианы Исакадзе в Боржоми и т. д.
С пианистом сотрудничают ведущие мировые дирижёры: Николай Алексеев, Андрей Аниханов, Владимир Вербицкий, Валерий Гергиев, Александр Дмитриев, Игорь Головчин, Юозас Домаркас, Арнольд Кац, Кэнъитиро Кобаяси, Михаил Плетнёв, Александр Поляничко, Владислав и Александр Чернушенко.
Большое внимание пианист уделяет камерному музицированию в ансамблях с прославленными музыкантами — скрипачами Лианой Исакадзе, Григорием Жислиным, Вадимом Репиным, Антоном Бараховским, пианистами Наумом Штаркманом, Халидой Диновой, Павлом Егоровым, виолончелистами Иваном Монигетти, Леонидом Гороховым, Сергеем Ролдугиным, Анри Демаркеттом, с певцами Марианной Тарасовой, Ольгой Кондиной, Линдой Финни, Мариной Шагуч, Алексеем Марковым.
С 1993 г. Владимир Мищук преподаёт на кафедре фортепиано Санкт-Петербургской государственной консерватории; с 2003 года является доцентом кафедры специального фортепиано, а с 2010 г. — её профессором. С 2009 года Владимир Мищук — приглашённый профессор Международной фортепианной академии в Комо (Италия).
С 1992 по 2000 гг. был художественным руководителем петербургского фестиваля «Просто друзья». Благодаря его инициативам в Петербурге впервые выступила легендарная пианистка XX века Розалин Тюрек. Он был инициатором проведения фестиваля «Выдающиеся ученики Дмитрия Башкирова», собравшего в Петербурге в 1998 г. блестящих молодых исполнителей.
Концерты Владимира Мищука записываются для трансляции крупнейшими теле- и радиокомпаниями мира: ZDR (Германия), Radio France (Франция), NHK (Япония), Radio Canada, РТР (Россия).
С 2011 года Владимир Мищук является художественным руководителем Международного фестиваля русской музыки в Старой Руссе.

## Премии, награды и звания
1989 – Первая премия Всероссийского конкурса пианистов, премия Всероссийского музыкального общества за лучшее исполнение русской музыки.
1990 – Третья премия International Bösendorfer-Empire Competition, Belgium
1990 – Вторая премия IX Международного конкурса имени П. И. Чайковского. Специальная премия имени Розины Левиной за лучшее исполнение музыки П. И. Чайковского.
Владимир Мищук удостоен звания заслуженного артиста России.